# Patinoire René-Froger
Каток имени Рене Фроже (фр. Patinoire René-Froger) — это спортивный объект, расположенный в спортивном парке (Parc des sports de Briançon) французского города Бриансона. Домашняя арена команды «Дябл руж де Бриансон», выступающая в Лиге Магнуса.

## История
Ледовая арена Рене Фроже была введена в эксплуатацию 22 декабря 1968 года. Она заменила ледовую арену в парке Шомьер. 29 декабря того же года состоялся первый товарищеский матч по хоккею с шайбой между командой из Бриансона и итальянской командой из Торре-Пелличе, ХК Вальпельче. Ледовый каток стал крытым в 1978 году. 6 сентября 1994 года во время празднования освобождения Бриансона каток был назван Каток (Патинуар) Рене Фроже в честь бывшего президента хоккейного клуба «Бриансон», депортированного на смерть во время Второй мировой войны.

## Спортивные мероприятия
- Группа В Первого дивизиона чемпионата мира по хоккею с шайбой среди молодёжных команд 2004